# Gigerl
Gigerl ist eine abfällige bzw. ironische Personenbezeichnung für einen Modenarren und Dandy.

## Geschichte

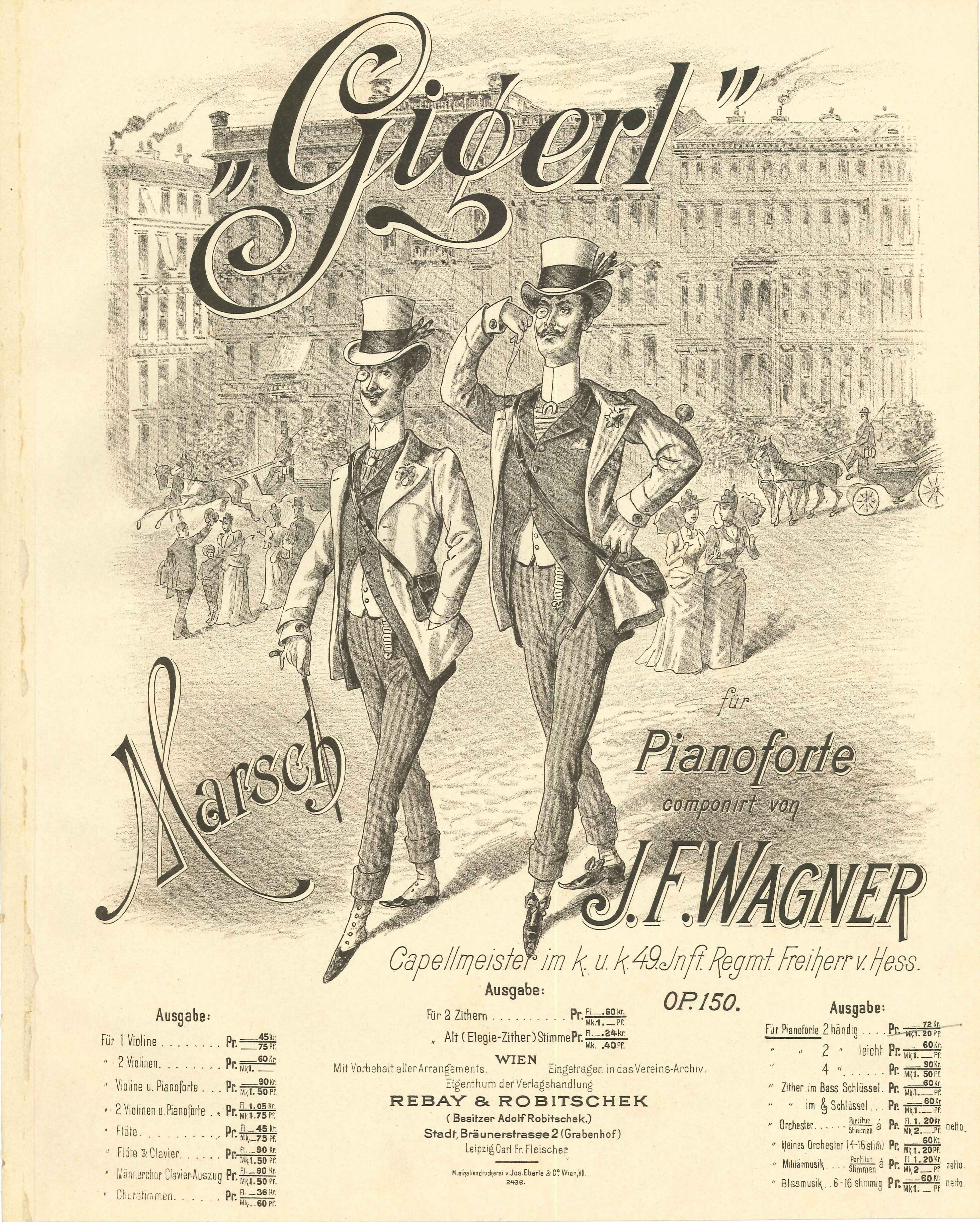
Karikatur von Gigerln auf dem Titelblatt eines Marsches von Josef Franz Wagner, um 1900

Der Begriff wurde 1885/1886 in Wien geprägt. Meyers Konversations-Lexikon definierte den Begriff kurz nach 1900 als „Bezeichnung für einen Modenarren, der sich in maß- und geschmackloser Übertreibung der jeweilig herrschenden Mode gefällt“, während die Brockhaus Enzyklopädie aus den 1890er Jahren darin eine „in neuerer Zeit in Wien aufgekommene Bezeichnung eines Gecken [sah], der sich durch auffallende Modetracht und extravagantes Benehmen bemerkbar macht“.
Das Wort soll nach dem Wiener Journalisten und Feuilletonisten Eduard Pötzl, bestätigt durch den Leipziger Pädagogen Albert Richter, auf das mittelhochdeutsche ‚Giege‘ bzw. ‚Giegel‘ zurückzuführen sein und ursprünglich – wie der fast in Vergessenheit geratene Begriff Fex – eine exzessiv von etwas begeisterte Person bezeichnen (vgl. auch Geck, Jeck, geek). Als wienerisches Diminutiv und Ausdruck des Wiener Schmähs führte Pötzl, der um 1870 selbst ein Gigerl gewesen sein will, das Wort in seiner übertragenen, spöttischen Bedeutung in die hochdeutsche Schriftsprache ein. Durch Karikaturen des Wiener Zeichners Hans Schließmann sei die Figur des Gigerl – so Pötzl in den 1890er Jahren – „unsterblich“ geworden.

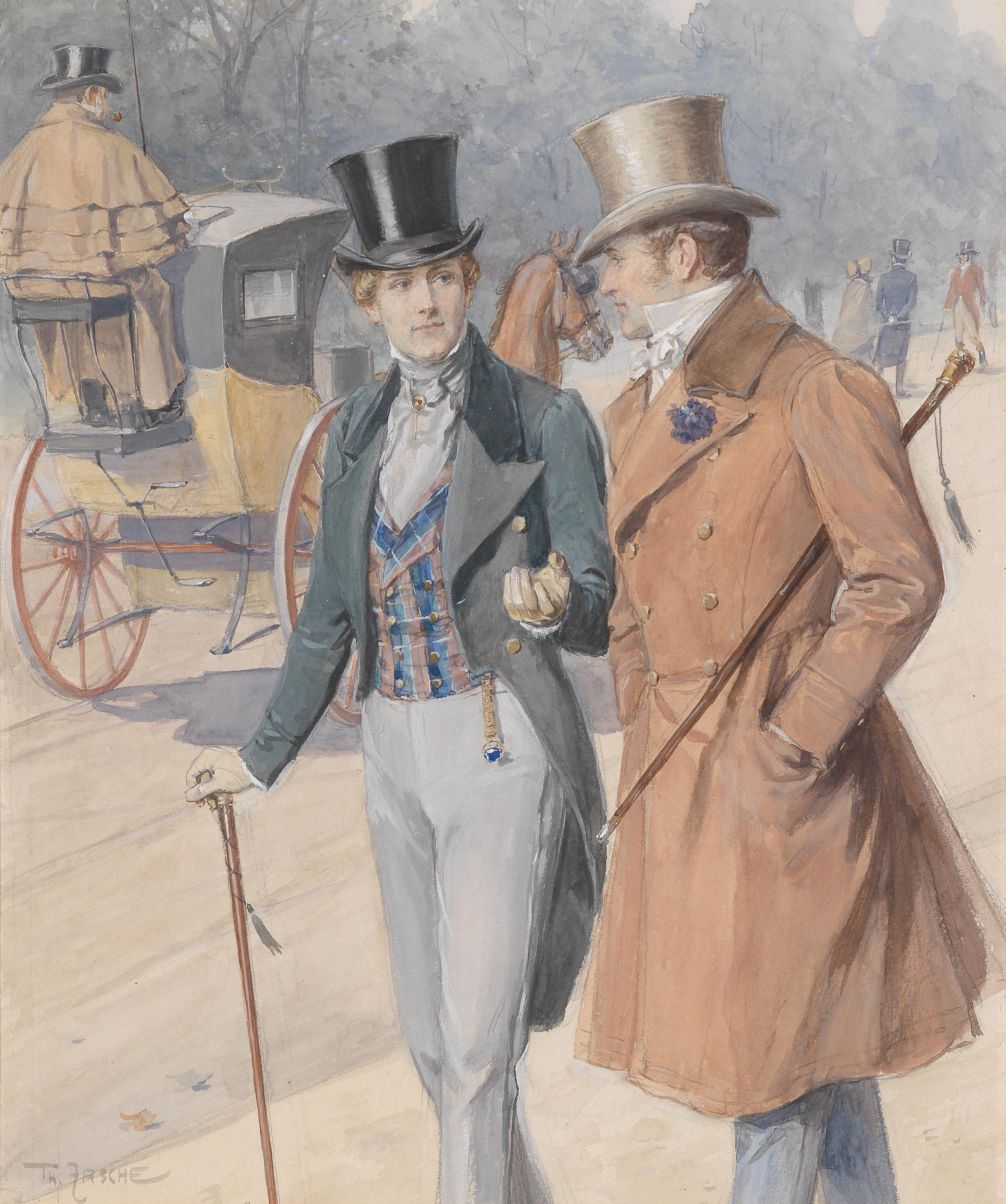
Zwei Herren in der Hauptallee, Aquarell von Theo Zasche

Mit der Figur, die einen Typus des Flaneurs in der Urbanität der Metropolisierung des 19. Jahrhunderts ironisch spiegelte, wurde ein Nerv der Zeit getroffen. Rasant breitete sie sich in der Populärkultur des Fin de Siècle aus, wobei auch Subtypen kreiert wurden. Nachdem etwa die Wochenzeitung Das Echo im Januar 1893 auf Berliner Eisbahnen bereits „Eisgigerln“ ausgemacht hatte, erschien am Ende desselben Jahres im Beiblatt Der Sammler zur Augsburger Abendzeitung eine feuilletonistische Betrachtung mit der Einschätzung, dass das Gigerl sich von einer lokalen Wiener Erscheinung zu einem internationalen Phänomen ausgeweitet habe, und beschrieb, wie das „Newyorker Gigerl“ in Details spezifische Eigenarten zeige. Auch über „weibliche Gigerln“, das „chinesische Gigerl“ und das „militärische Gigerl“ wurde Ende des 19. Jahrhunderts berichtet. Der österreichische Kunstreiter und Schriftsteller Emile Mario Vacano bezeichnete sich selbst als Gigerl.
1888 meinte der österreichische Journalist Armin Friedmann mit Blick auf ein Gigerl, das Alexander Girardi in dem Stück Wienerstadt in Wort und Bild im Theater in der Josefstadt auf der Bühne dargestellt hatte, es sei der „Bruder und Sinnesverwandte des Incroyable“, es kennzeichne „karikirte Eleganz“: „unglaublich spitze Schuhe, bunte Strümpfe, auch bei trockenem Wetter umgeschlagene karrirte Hosen, ein gelbes Ueberzieherlein, ein grellgestreiftes Hemd, eine unwiderstehliche Krawatte, ein steifer, hoher Kragen, ein bemonoceltes Schafsgesicht, eine an den Kopf pomadisirte Frisur, ein unmöglicher Hut und ein Spazierstöckchen“. Es spreche „langsam, nasal, gedehnt und immer dummes Zeug“. Der deutsche Zionist Fabius Schach charakterisierte die Gigerl 1903 als „selten vorkommende Abart des modernen Lebens“ und „keine sympathische Erscheinung“, „meistens verweichlichte, zurückgebliebene Millionärssöhnchen, die die Straßenkomiker zu spielen belieben“, als „merkwürdige Spezies“, die in „Berlin, dem Markte aller psychopathischen Existenzen“, häufiger, jedoch in kleineren Großstädten bereits selten anzutreffen seien.
Einen am 8. Dezember 1887 in Marburg uraufgeführten Gigerl-Marsch komponierte Josef Franz Wagner (op. 150). Um 1900 brachte der Komiker Karl Maxstadt das Landstraßen-Gigerl auf die Bühne. In seinem Roman Arnold Beer. Das Schicksal eines Juden (1912) beschrieb Max Brod den Protagonisten aus der Beurteilungsinstanz eines den Hintergrund bildenden, anonymen Publikums als Gigerl. Von Alexander Steinbrecher (Musik) und Rudolf Österreicher (Text) stammt die Alt-Wiener Posse Die Gigerln von Wien, die 1940 im Deutschen Volkstheater in Wien uraufgeführt wurde.
Auch der Kulturpublizist Adolf Loos befasste sich mit der Sozialfigur des Gigerl. Als solche wurden der Schriftsteller Joseph Roth und der Großhändler Hermann Mandl charakterisiert. Im Österreichischen Wörterbuch wird der Begriff heute als veraltet bezeichnet. Durch Italianisierung soll aus ihm später der Begriff Gigolo entstanden sein.